# Puppid-velidy
Puppidy/Velidy (PUP) – rój meteorów aktywny od 1 do 15 grudnia. W ciągu okresu występowania jego radiant przemieszcza się od gwiazdozbioru Rufy do gwiazdozbioru Żagla. Maksimum roju przypada na 7 grudnia, jego aktywność jest określana jako średnia, a obfitość roju wynosi 10 meteorów/h. Prędkość w atmosferze meteorów tego roju jest średnia (40 km/s).